# Crinipellis minutula
Crinipellis minutula är en svampart som först beskrevs av Henn., och fick sitt nu gällande namn av Narcisse Theophile Patouillard 1900. Crinipellis minutula ingår i släktet Crinipellis och familjen Marasmiaceae.   Inga underarter finns listade i Catalogue of Life.